# Григореску, Йоан
Йоа́н Григоре́ску (рум. Ioan Grigorescu; 20 октября 1930, Плоешти, Румыния — 26 марта 2011, там же) — румынский писатель, журналист и сценарист.

## Биография
В 1955 году окончил Литературный институт имени А. М. Горького в Москве. Дебютировал в кино в 1962 году фильмом «Улицы помнят», рассказывающий о последних днях Второй мировой войны. Последующие сценарии были либо посвящены проблемам современности, либо являлись адаптацией для кино произведений румынской литературной классики.

## Фильмография

### Сценарист
- 1962 — Улицы помнят / Străzile au amintiri (с Димосом Реднисом)
- 1964 — Квартал Веселья / Cartierul veseliei (с Маноле Маркусом и Теодором Мазилу[рум.], в советском прокате «Династия непокорённых»)
- 1967 — Недра / Subteranul (в советском прокате «Катастрофа на Чёрной горе»)
- 1969 — Канарейка и буря / Canarul și viscolul
- 1972 — Взрыв / Explozia
- 1972 — Феликс и Отилия / Felix și Otilia (по роману Джордже Кэлинеску)
- 1975 — Мастодонт / Mastodontul
- 1977 — Гнездо саламандр / Cuibul salamandrelor (Италия—Румыния)
- 1978 —  / Iarba verde de acasă (с Сорином Тителом[рум.])
- 1978 — Операция «Автобус» / Acţiunea „Autobuzul” (с Мирча Гандилой)
- 1981 — Экипаж для Сингапура / Un echipaj pentru Singapore (с Нику Станом)
- 1983 — Ринг / Ringul
- 1985 — Золотой поезд / Trenul de aur (Польша—Румыния)
- 1985 — День Д / Ziua Z
- 1989 — Великий вызов / Marea sfidare
- 1993 — Зеркало / Oglinda (с Серджиу Николаеску)
- 1995 — Бездельники со старого двора / Craii de Curtea Veche (с Мирча Верою, по роману Матею Караджале)
- 2014 — Кира Киралина / Kira Kiralina (с Даном Пицей, по роману Панаита Истрати)